# ハレバレティモンディ
『ハレバレティモンディ』は、札幌テレビで2021年4月3日から2024年3月28日（3月27日深夜）までに放送されていたローカルバラエティ番組。

## 概要
ティモンディの2人の初の冠レギュラー番組である。札幌テレビローカル枠としては、不定期特番となった前番組『熱烈!ホットサンド!』で冠レギュラーを務めたサンドウィッチマンに続き、グレープカンパニー所属の芸人がレギュラー出演することとなる。
後述するようにミヤギテレビをはじめとする各地方局でも後に遅れネット放送を開始。
制作局である札幌テレビでは、2021年9月をもって深夜での放送は終了し、同年10月から2023年3月末まで昼の13:00 - 13:30に枠移動となる。これにより、前番組『熱烈!ホットサンド!』から6年半続いた土曜23:30開始のローカル枠の自社制作番組に区切りをつけ、次番組の『千鳥かまいたちアワー』では引き続きローカルセールス枠として同時ネットを受ける。 
2023年4月から木曜0:59 - 1:29（水曜深夜）に枠移動し、2021年9月以来再び深夜での放送となるが、2024年2月15日（2月14日深夜）放送分の番組冒頭でレギュラー放送終了の報告がなされた。今後は、不定期で特別番組として継続予定。
なお、当番組の終了に伴い2024年4月改編で木曜0:59 - 1:29（水曜深夜）の自社制作番組と日曜23:25 - 23:55の『ダウンタウンのガキの使いやあらへんで!』を入れ替え・枠交換することになり、『ジョシスタ』から2年半続いた木曜0:59 - 1:29（水曜深夜）のローカル枠に区切りをつけ、後継番組はオズワルドとトム・ブラウンの冠番組『道産人間オズブラウン』となった。
2023年5月4日（5月3日深夜）で放送100回目を迎えた。

## 番組内容
当初は、『やればできる！』の精神で北海道を舞台に様々なことにチャレンジして北海道民を全力応援する番組として放送開始され、ティモンディ2人の対決企画を多くして均等に扱うようにしていた。2人の特技の野球を生かして「野球教室」を開催したり、また野球に限らず2022年度ではアイスホッケーやバイアスロン、ドッジボールなど様々なスポーツに挑戦する企画があった。「じゃない方芸人」として扱われがちだった前田裕太にスポットを当てる傾向がみられるのが特徴で、前田が単独出演する企画もあった。
2023年初頭から、当番組のテーマが「応援」から「挑戦」へとティモンディの2人が北海道に再発見をしながら冒険に繰り広げられるという内容に一新し、前田が得意な料理を生かした「冒険グルメ」、高岸が道内の自然に果敢な挑戦をする「北海道大自然完全制覇!」がそれぞれ交互に放送されるようになる。また、2022年終期頃まではアイキャッチが使用されていたが（いずれもCMの後）、2023年以降は使用されなくなった。

## テーマ曲
オープニングテーマ
- THE BOYS&GIRLS「なんにもできない空だって」

エンディングテーマ
例外はあるが主に2ヶ月毎に変更。
- 2021年4月・5月：緑黄色社会「たとえたとえ」
- 2021年6月・7月：瀬川あやか「Someday,Someone」
- 2021年8月・9月：Voice Of Japan with大黒摩季「東京 Only Peace」
- 2021年10月・11月：アイナ・ジ・エンド「Retire」
- 2021年12月：荒井麻珠「Sing a long」
- 2022年1月：荒井麻珠「Timing Clever part Ⅱ」
- 2022年2月・3月：小泉今日子「NUDIST」
- 2022年4月・5月：ヒロミ「神様との約束」
- 2022年6月・7月：HKT48「ビーサンはなぜなくなるのか?」
- 2022年8月
  - 13日：BBHF「バックファイア」
  - 20日：BLUE ENCOUNT「青」
  - 27日：C&K「I.M.A」
- 2022年9月：OCHA NORMA「恋のクラウチングスタート」
- 2022年10月・11月：松浦航大「カミカザリ」
- 2022年12月：竹内夢 feat.ハレバレブレイバー「『応援戦士ハレバレブレイバー』のテーマ」
- 2023年1月 - 3月：TRIPLANE「マイ・ダーリン」
- 2023年4月：森大翔「剣とパレット」
- 2023年5月：眉村ちあき「未来の僕が手を振っている」
- 2023年6月：M!LK「topaz」
- 2023年7月：mahina「Drive your dreams」
- 2023年8月・9月：僕が見たかった青空「青空について考える」
- 2023年10月：FRUITS ZIPPER「超めでたいソング 〜こんなに幸せでいいのかな？〜」
- 2023年11月・12月：リュックと添い寝ごはん「恋をして」
- 2024年1月：First Love is Never Returned「バックミラー」
- 2024年2月：ヒグチアイ「大航海」
- 2024年3月：タイトル未定「群青」

## 放送時間

### 現在のネット局
2024年3月現在。
| 放送対象地域 | 放送局              | 系列           | 放送日時 | 備考       |
| ------------ | ------------------- | -------------- | --- | ---------- |
| 北海道       | 札幌テレビ（STV）   | 日本テレビ系列 | 土曜 23:30 - 23:55（2021年4月3日 - 9月25日） 土曜 13:00 - 13:30（2021年10月2日 - 2023年3月25日） 木曜 0:59 - 1:29（水曜深夜、2023年4月6日 - 2024年3月28日） 日曜16:25 - 16:55（再放送、2023年4月9日 - ） | 制作局     |
| 宮城県       | ミヤギテレビ（MMT） | 日本テレビ系列 | 水曜 0:59 - 1:29（火曜深夜、2021年6月2日 - ） | 遅れネット |
| 京都府       | KBS京都（KBS）      | 独立局         | 月曜 23:30 - 24:00（2021年10月4日 - 2023年9月25日） | 遅れネット |
| 兵庫県       | サンテレビ（SUN）   | 独立局         | 木曜 18:00 - 18:30（2021年11月11日 - ） | 遅れネット |

STVでは2021年4月30日（4月29日深夜）から金曜1:34 - 2:04（木曜深夜）に『ハレバレティモンディMAX』（30分）のタイトルで未公開シーンが追加して再放送が開始されたが、同年10月1日（9月30日深夜）をもって終了した。また、それとは別として本放送終了後の2024年4月3日（4月2日深夜）から水曜1:54 - 2:24（火曜深夜）にも再放送を実施する。
KBSでは2023年9月25日でテレビ欄やEPGでの事前告知もなく、第105回の放送で打ち切りとなった。

### 特番による休止
- 2021年6月26日：『ラグビー日本代表戦』（23:00 - 翌1:00）のため休止。
- 2021年8月7日：『東京五輪プレミアム』（23:00 - 翌2:00）のため休止。
- 2021年8月21日：『24時間テレビ 愛は地球を救う44』放送のため休止。
- 2022年1月1日：『スポーツ撮れちゃった!フィルムフェス2022新春』（13:00 - 14:50）のため休止。
- 2022年1月8日：『第100回全国高校サッカー選手権大会 準決勝 第1試合・第2試合』（12:00 - 16:20）のため休止。
- 2022年6月18日：『クイズ!あなたは小学5年生より賢いの?』（13:00 - 14:00）の代替放送のため休止[注 5]。
- 2022年12月31日：『ザ!鉄腕!DASH!! 明日は元日3時間SP』（11:55 - 14:05）のため休止。
- 2023年1月7日：『第10高校サッカー選手権大会 準決勝 第1試合・第2試合』（12:00 - 16:20）のため休止。
- 2023年6月1日：『それって!?実際どうなの課』（中京テレビ制作）の通常より5分繰り下げ放送の影響により休止。

## スペシャル放送
- ハレバレ！大ほっかいどう祭～賑わう札幌ドームから生放送～（2022年8月6日 13:00 - 14:00） - STVと札幌ドーム主催のイベント「大ほっかいどう祭」が開催される札幌ドームから1時間の生放送。案内役は当番組のレギュラー出演者のティモンディが務め、同じく札幌テレビ制作の『ブギウギ専務』『真夜中のイイね』とのコラボレーションも展開。
- ハレバレティモンディSP 高岸宏行 プロ野球選手になる（2022年12月30日 13:00 - 14:00） - 高岸のプロ野球BCリーグ・栃木ゴールデンブレーブスでのトライアウトから初登板まで密着したドキュメント。
- ハレバレティモンディSP 石狩川完全制覇2023夏（2023年10月21日 9:25 - 10:25） - 高岸が挑戦する石狩川完全制覇の回による今までの総集編。
- ハレバレティモンディSP ～サンドに学べ！ぶらぶらティモンディ～（2023年11月4日 9:25 - 10:25） - スペシャルでは初めて先輩芸人・サンドウィッチマンが登場。

## スタッフ
- ナレーション - 西尾優希
- カメラ - 神野祐也、藤川璃乃
- 音声 - 篠原大佑、中野彰久
- 照明 - 松本公弥
- 編集 - 高橋直和
- MA - 菅沼良隆
- オープニングタイトル - whynot design works
- メイク - 寺長根愛
- スタイリスト - 高瀬亜耶
- 構成 - 白川安彦
- AD - 作田絵理菜
- デスク - 針谷有理
- FD - 山田佳祐
- ディレクター - 中政将、山邊大輔
- PD - 山谷博
- 製作・著作 - 札幌テレビ放送